# الیوت فر
الیوت فر (انگلیسی: Elliott Frear؛ زادهٔ ۱۱ سپتامبر ۱۹۹۰) بازیکن فوتبال اهل بریتانیا است.
از باشگاه‌هایی که در آن بازی کرده‌است می‌توان به باشگاه فوتبال اکستر سیتی، باشگاه فوتبال تیورتون تاون، باشگاه فوتبال فارست گرین راورز، و باشگاه فوتبال سالزبری سیتی اشاره کرد.
وی همچنین در تیم ملی فوتبال England C بازی کرده‌است.